# Leo Reinisch
Simon Leo Reinisch, född 26 oktober 1832 i Osterwitz, död 24 december 1919 i Maria Lankowitz, var en österrikisk egyptolog och lingvist.
Reinisch var 1868–1903 professor i egyptologi vid Wiens universitet. Han besökte flera gånger Egypten och söder därom belägna länder (Eritrea och Abessinien) samt studerade där boende folkstammars språk och skrev därom bland annat Die Barea-Sprache (1874), Die Nuba-Sprache (två band, 1879; grammatik, text- och ordböcker), Texte und Wörterbuch der Bilinsprache (1883, 1888) samt avhandlingar över Kunama-, Bilin-, Saho-, Kuara-, Kaffaspråken med flera (i Vetenskapsakademiens i Wien "Sitzungsberichte").